# Sean Stewart
Sean Stewart (ur. 2 czerwca 1965) – amerykańsko-kanadyjski pisarz science-fiction i fantasy.

## Życiorys
Urodzony w Lubbock w Teksasie, Sean Stewart przeniósł się do Edmonton w Kanadzie w 1968. Studiował w Houston, Vancouver, Irvine, Monterey, Davis i Santa Monica. Osiadł w Pasadenie. Otrzymał tytuł magistra języka angielskiego na University of Alberta w 1987.